# اوستر-نیه‌خا
اوستر-نیژگا (به هلندی: Ouwster-Nijega) یک منطقهٔ مسکونی در هلند است که در ده‌فریسکه مارن واقع شده‌است. اوستر-نیژگا ۸۵ نفر جمعیت دارد.